# Alexandra Wolff Stomersee
La baronessa Alexandra von Wolff-Stomersee, detta Licy, duchessa di Palma, principessa di Lampedusa (Nizza, 13 novembre 1894 – Palermo, 22 giugno 1982), è stata una psicoanalista russa naturalizzata italiana.
Fu una studiosa di psicoanalisi. Moglie del principe Giuseppe Tomasi di Lampedusa, era figlia del barone Boris von Wolff-Stomersee, russo di origine tedesca del Baltico, maestro di corte dello zar Nicola II di Russia, e della cantante lirica modenese, già interprete di Dvořák e Brahms, Alice Barbi.

## Biografia
Nel 1920 sua madre sposò in seconde nozze il diplomatico Pietro Tomasi Della Torretta, nel 1921 Ministro degli esteri, che nel 1922 divenne ambasciatore italiano nel Regno Unito. Nel 1925, a Londra, Alexandra von Wolff-Stomersee conobbe il principe Giuseppe Tomasi di Lampedusa, nipote del marito della madre. La coppia si sposò con rito ortodosso in una chiesa di Riga, il 24 agosto 1932; si trattava per lei del secondo matrimonio, avendo già sposato nel 1918 il barone André Pilar von Pilchau, discendente da una famiglia di nobili tedeschi del Baltico, matrimonio bianco essendo il marito omosessuale. Donna di notevole cultura, aveva approfondito i suoi studi all'Istituto di Psicoanalisi di Berlino, diretto da Karl Abraham, dove svolse il suo training durato più di quattro anni. Frequentò i corsi teorici, i seminari e il Policlinico dell'Istituto. Fece la sua analisi personale con Felix Böhm, poi "analisi didattica" e "di controllo" con Max Eitingon et Hans Liebermann, oltre che un breve tirocinio in ospedale psichiatrico. Trasferitasi poi a Vienna,  iniziò le sue prime analisi e conobbe personalmente (lei diceva "visto") Freud. Aveva probabilmente continuato ad avere pazienti a Londra, dove viveva con la madre ed il patrigno.
Condusse principalmente studi sulla nevrosi, sulle psiconeurosi e sulla depressione, anche infantile. Fu stimata da grandi psicoanalisti - che riconobbero in lei una maestra - come Cesare Musatti; non facili furono invece i rapporti con Edoardo Weiss, che dette un giudizio assai severo del suo primo articolo del 1946, "Sviluppi di diagnosi e tecnica psicoanalitica". Lo stesso anno, in un saggio  di Paul Roazen Edoardo Weiss: The House that Freud built, Weiss "definisce la psicoanalisi della Principessa, un "nonsense" e spiega la sua ascesa fino a presidente della Società italiana come dettata dall'opportunità dopo la Seconda guerra mondiale di esser rappresentata al proprio vertice da una principessa".
Durante la seconda guerra mondiale rimase vicina al marito, nonostante la coppia vivesse praticamente separata per molti mesi all'anno fin dal 1932, a causa dei contrasti e dell'incompatibilità caratteriale tra lei e la suocera, donna Beatrice Tasca di Cutò.
Negli anni trenta la coppia trascorse lunghi periodi nel castello di Stomersee a Stameriena nel distretto di Gulbene, in Lettonia, di proprietà della famiglia di Alexandra. Dopo il 1940, la residenza fu confiscata dal governo sovietico. 

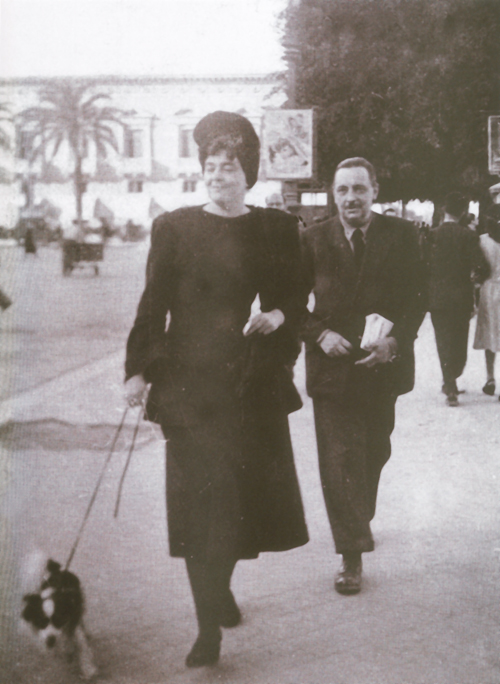
Licy e il marito Giuseppe Tomasi di Lampedusa a Palermo negli anni Trenta

Nel dopoguerra fu una delle figure di riferimento della psicoanalisi in Italia, tanto da ricoprire per qualche tempo la carica di presidente della Società psicoanalitica italiana, che aveva contribuito a rifondare. Nel 1946 organizzò, con Nicola Perrotti, Cesare Musatti e Emilio Servadio, il primo Congresso Nazionale di Psicoanalisi, dove presentò un lavoro intitolato Sviluppi della diagnostica e tecnica psicoanalitica  e nella primavera del 1950, a Roma, preparò il secondo congresso della Società psicoanalitica italiana, dove presentò un lavoro dal titolo L'aggressività nelle perversioni.
Custode gelosa della memoria e dell'eredità culturale del marito, abitò fino alla morte nel palazzo palermitano di via Butera, di proprietà dei Tomasi di Lampedusa. È sepolta assieme al marito Giuseppe Tomasi di Lampedusa nel cimitero dei Cappuccini di Palermo. La sua figura è stata rievocata nel film Il manoscritto del Principe (2000), nel quale era impersonata da Jeanne Moreau, e dal libro, uscito nel settembre 2005 presso l'editore Memori di Roma ad opera di Susy Izzo, sua paziente ed allieva, intitolato La dama e il gattopardo. La sorella Olga, detta "Lolette", è la madre dell'ex-ambasciatore, scrittore e presidente della FIEG Boris Biancheri.

## Opere
- "Sviluppi della diagnostica e tecnica psicoanalitica", in: Psicoanalisi, 2, 1946.
- "L'aggressività nelle perversioni", lavoro presentato al II Congresso di Roma, 1950.
- "Le componenti preedipiche dell'isteria d'angoscia", in: Rivista di psicoanalisi, 2, 1956, p. 101-106.
- "Necrofilia e istinto di morte: Osservazioni su un caso clinico", in: Rivista di psicoanalisi, 3, 1956, p. 173-186.
- "La spersonalizzazione", in: Rivista di Psicoanalisi, 6 (1), 1960, p. 5-10.
- "Il caso del licantropo", in: Rivista di Psicoanalisi, 2, 2008, p. 433-446.
- "Il patto con il diavolo", in: Rivista di Psicoanalisi, 2, 2008, p. 455-474.

### Filmografia
- Roberto Andò, Il manoscritto del Principe, su youtube.com.